# Right Here (Jess Glynne)
Right Here è un singolo della cantante britannica Jess Glynne, pubblicato il 14 agosto 2014. il Si tratta del primo singolo estratto dall'album di debutto I Cry When I Laugh.

## Tracce
Testi e musiche di Jan-ai El-Goni, Kye Gibbon, Jessica Glynne, Matthew Robson-Scott, Gorgon City, Bless Beats.
1. Right Here – 3:40

## Classifiche
| Classifica (2014) | Posizione massima |
| ----------------- | ----------------- |
| Australia         | 67                |
| Belgio (Fiandre)  | 9                 |
| Belgio (Vallonia) | 20                |
| Germania          | 25                |
| Irlanda           | 57                |
| Paesi Bassi       | 12                |
| Polonia           | 21                |
| Regno Unito       | 6                 |
| Svizzera          | 23                |
| Ungheria          | 37                |